# Friedrich Mettegang

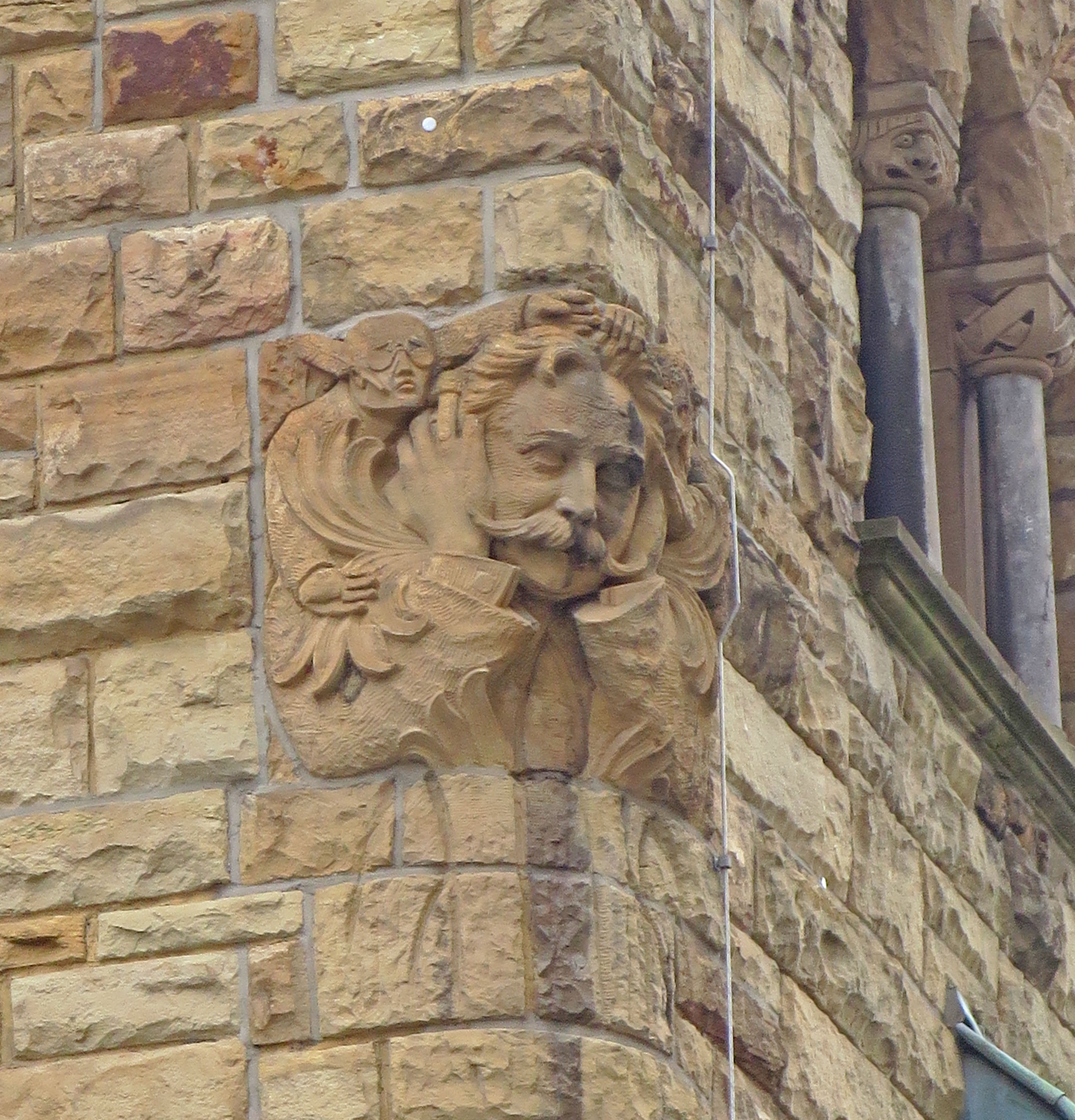
Friedrich Mettegang, Porträt am Aachener Hauptbahnhof von Franz Vlasdeck, 1905. Der Architekt wird von einem Bürokratie-Troll gequält.

Friedrich Mettegang (* 27. Juni 1854 in Frankfurt am Main; † 28. September 1913 in Mainz; vollständiger Name: Hyppolyt Karl Dietrich Friedrich Mettegang) war ein deutscher Architekt und Eisenbahn-Baubeamter.

## Werdegang
Friedrich Mettegang wurde als Sohn des aus Soest gebürtigen Frankfurter Kaufmannes Wilhelm Mettegang (1862 Prokurist in der Fabrik chemischer Produkte „C. Zimmer“) und seiner Frau Adolphine Mettegang, geborene von Nostitz-Jakowsky, geboren. Nach dem Besuch des Städtischen Gymnasiums Frankfurt am Main (heute Lessing-Gymnasium), das er zu Ostern 1874 mit Ablegung der Reife verließ, besuchte er zunächst die Polytechnische Schule in Darmstadt, bevor er die Studienjahre 1877/78 bis 1879/80 an der Polytechnischen Schule in Hannover verbrachte. Nach einer Zeit der praktischen Ausbildung legte Mettegang dann im Juni 1882 vor der technischen Prüfungs-Kommission in Hannover die Bauführer-Prüfung im Hochbaufach ab. Noch im selben Monat erfolgte seine Ernennung zum Regierungs-Bauführer. Es folgten weitere Jahre der praktischen Mitarbeit als Königlicher Bauführer, bevor er nach Ablegung des Zweiten Staatsexamens im Mai 1889 zum Königlichen Regierungsbaumeister (Assessor) ernannt wurde.
Spätestens seit 1898 hielt sich Mettegang dann in Köln auf, wo er zunächst als außeretatmäßiger Hilfsarbeiter in der Hochbauabteilung der Königlichen Eisenbahndirektion Beschäftigung fand. Unter Umgehung des Engpasses an freien Planstellen in Köln wurde Mettegang dann im Oktober 1900 formell im Dienstbereich der Königlichen Regierung Königsberg (Preußen) als Kreisbauinspektor in Wehlau angestellt. Dort wurde er durch den Regierungsbaumeister Schroeder vertreten, während er selbst auftragsweise weiterhin bei Eisenbahn-Hochbauten in Köln eingesetzt wurde. Erst im April 1901 konnte Mettegang als Landbauinspektor eine etatmäßige Hilfsarbeiterstelle bei der Eisenbahndirektion Köln einnehmen. Bis zu seiner Versetzung zur Königlich preußischen und Großherzoglich hessischen Eisenbahndirektion nach Mainz im März 1908, war Mettegang insbesondere im Bereich des im Ausbau befindlichen Kölner Eisenbahnrings mit der Planung und Ausführung größerer Bahnhofsanlagen befasst. Hierbei erwarb sich Mettegang insbesondere dadurch Verdienste, das er auch bei einfachen Zweckbauten, wie Stellwerken, auf eine „künstlerisch gemackvolle Ausstattung“ Wert legte. Von Mainz aus betreute er dann den Ausbau des Eisenbahnnetzes in der Großherzoglich hessischen Landeshauptstadt Darmstadt. Im Mai 1911 erlangte er als Direktionsmitglied die Beförderung zum Regierungs- und Baurat bei der Eisenbahndirektion in Mainz, an der er als Dezernent für Hochbauangelegenheiten wirkte.
Die letzte große Entwurfsarbeit von Friedrich Mettegang war die Ausarbeitung der Planungen zu dem Bahnhof in Oldenburg, vor dessen Vollendung er unverheiratet in Mainz starb.

## Wettbewerbsteilnahmen
An den Monatskonkurrenzen des Architekten Vereins zu Berlin beteiligte sich Friedrich Mettegang dreimal. Allerdings nicht mit Skizzen zu beispielsweise Hochbauten. Im Februar 1886 nahm er mit einem Entwurf für eine „Privatbühne“ teil, im November 1886 mit Weinflaschenetiketten für das Weingut Franz Wilhelm Langguth in Trarbach: „Zeltinger Burg Auslese“ und schließlich im Oktober 1889 mit dem Entwurf einer „Tanzkarte für einen Gesellschaftsabend des Architekten-Vereins zu Berlin“.

## Ehrungen
- 1906 Charakter als Baurat[17]
- 1912 Verleihung des Ritterkreuz I. Klasse des Großherzoglich hessischen Verdienst-Ordens Philipps des Großmütigen[18]
- 1913 Roter Adlerorden IV. Klasse[19]

## Bauten und Entwürfe
- 1899–1900 Erweiterung der Auferstehungskirche in Katowice (Querhaus).
- 1902 Ausstellungsgebäude der Königlichen Staatseisenbahn-Verwaltung auf der Düsseldorfer Gewerbeausstellung (Entwurf: Ministerium der öffentlichen Arbeiten; besondere Bauleitung durch Mettegang)[20]
- 1902 Empfangsgebäude der Staatsbahn auf der Düsseldorfer Gewerbeausstellung (Entwurf: Ministerium der öffentlichen Arbeiten, Regierungsbaumeister Fritz Klingholz[21]; örtliche Bauleitung: Regierungs- und Baurat Adam Stampfer, Düsseldorf unter künstlerischer Mitwirkung des Landbauinspektos Mettegang)[22].
- 1902–1905 Hauptbahnhof Aachen
- 1904–1906 Hochbauten entlang der Rheinuferbahn: Bahnhöfe Rodenkirchen, Sürth, Godorf, Wesseling. Urfeld, Hersel, Bonn-Ellerstraße und Bonn-Endhaltestelle (Entwürfe durch Mettegang; Ausführung durch die Regierungsbauführer Karl Albermann und Hermann Neuhaus)[23]
- 1906–1908 Bahnhof Bonn-Bad Godesberg
- 1906–1910 Umbau und Erweiterung des Bahnhofes in Neuwied[24]
- 1907–1909 Bahnhöfe Köln-Mülheim, Kalk-Süd, sowie Verschiebebahnhof Kalk-Nord (Entwurfsausarbeitung gemeinsam mit den auch ausführend tätigen Landbauinspektor Karl Müller und Regierungsbaumeister Karl Albermann).[25]
- 1908–1912 Hauptbahnhof Darmstadt (Entwurf der Bahnanlagen (darunter der Wasserturm) und Ausführung einer stark überarbeiteten Planung, des aus dem Wettbewerb zu einem neuen Empfangsgebäude als Träger des 2. Preises hervorgegangenen Entwurfs des Professors Friedrich Pützer)[26]
- 1909–1912 Bahnhof Darmstadt Nord[27]
- 1910–1912 Bahnhof Darmstadt Süd
- 1911 Darmstadt, Arbeitersiedlung („Mettegangsiedlung“)[28][29][30]
- 1912–1914 Hauptbahnhof in Oldenburg[31][32]

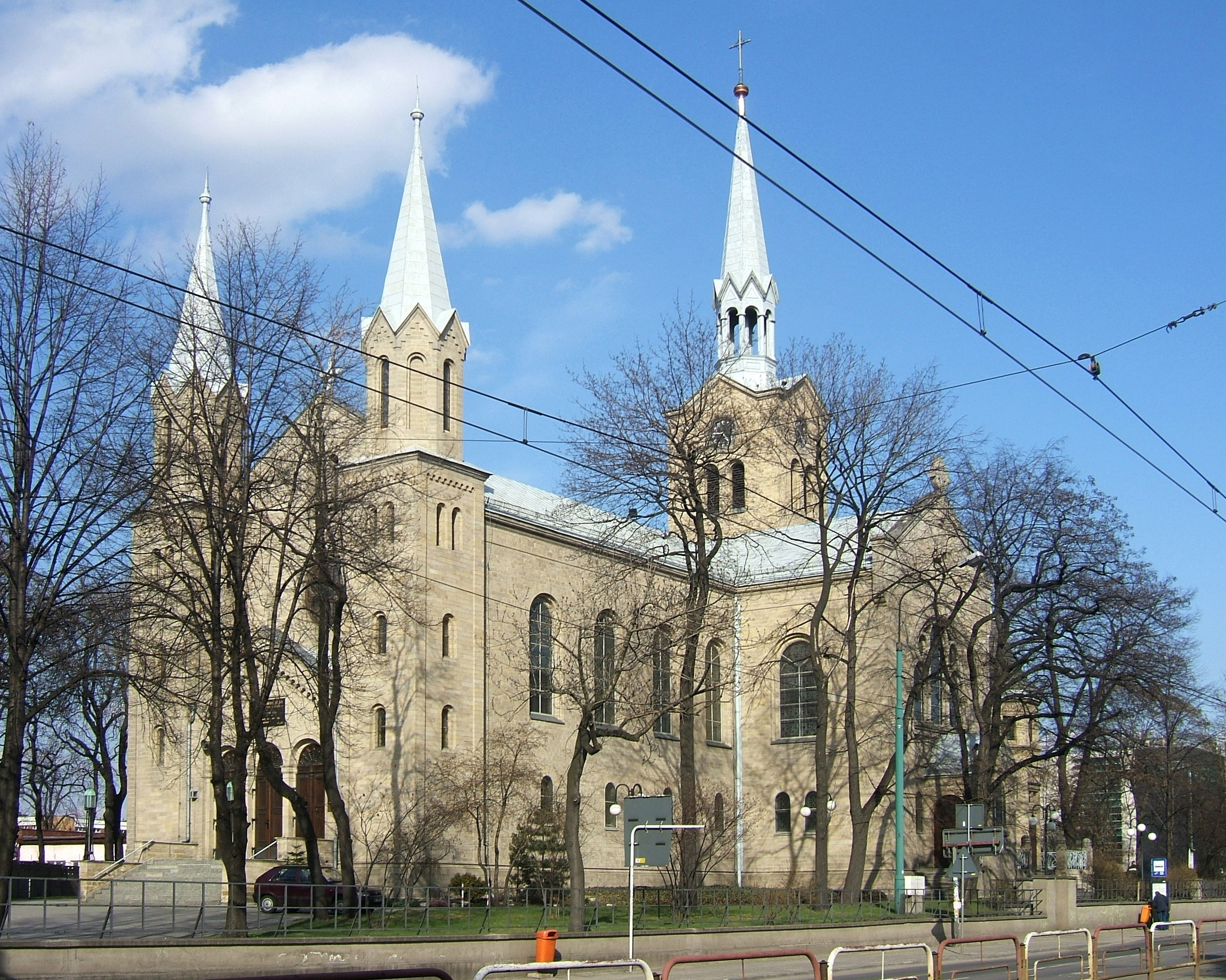
Auferstehungskirche in Katowice
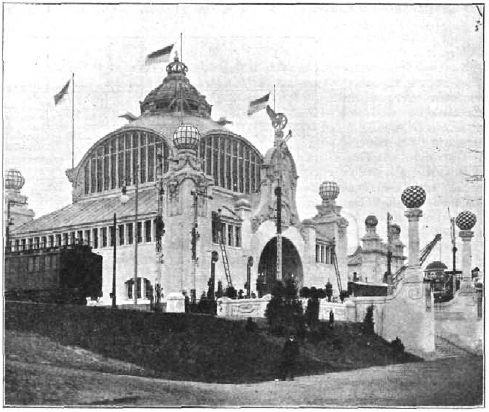
Düsseldorfer Gewerbeausstellung 1902: Ausstellungsgebäude der Staatsbahn
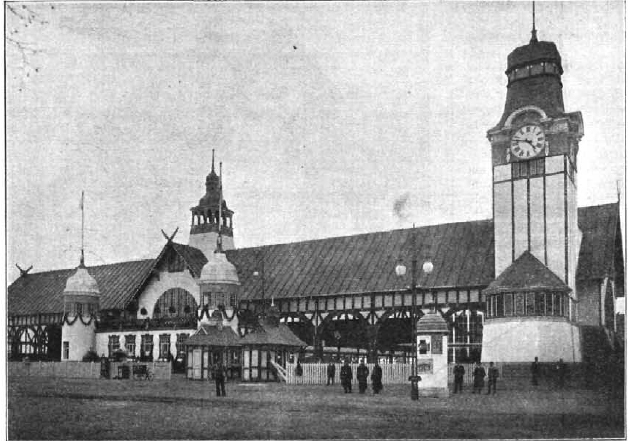
Düsseldorfer Gewerbeausstellung 1902: Empfangsgebäude der Staatsbahn
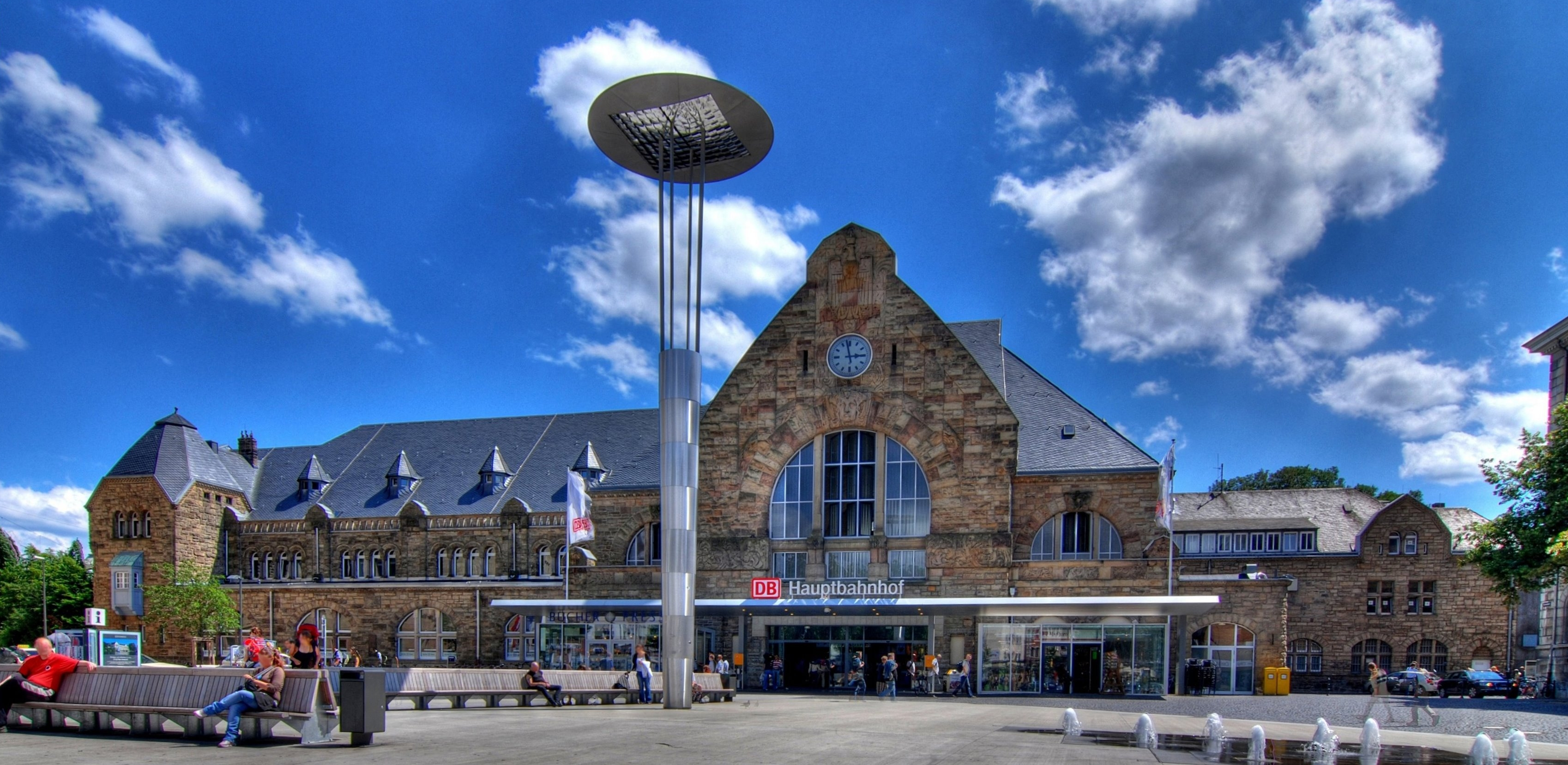
Vorplatz und Empfangsgebäude des Aachener Hauptbahnhofs
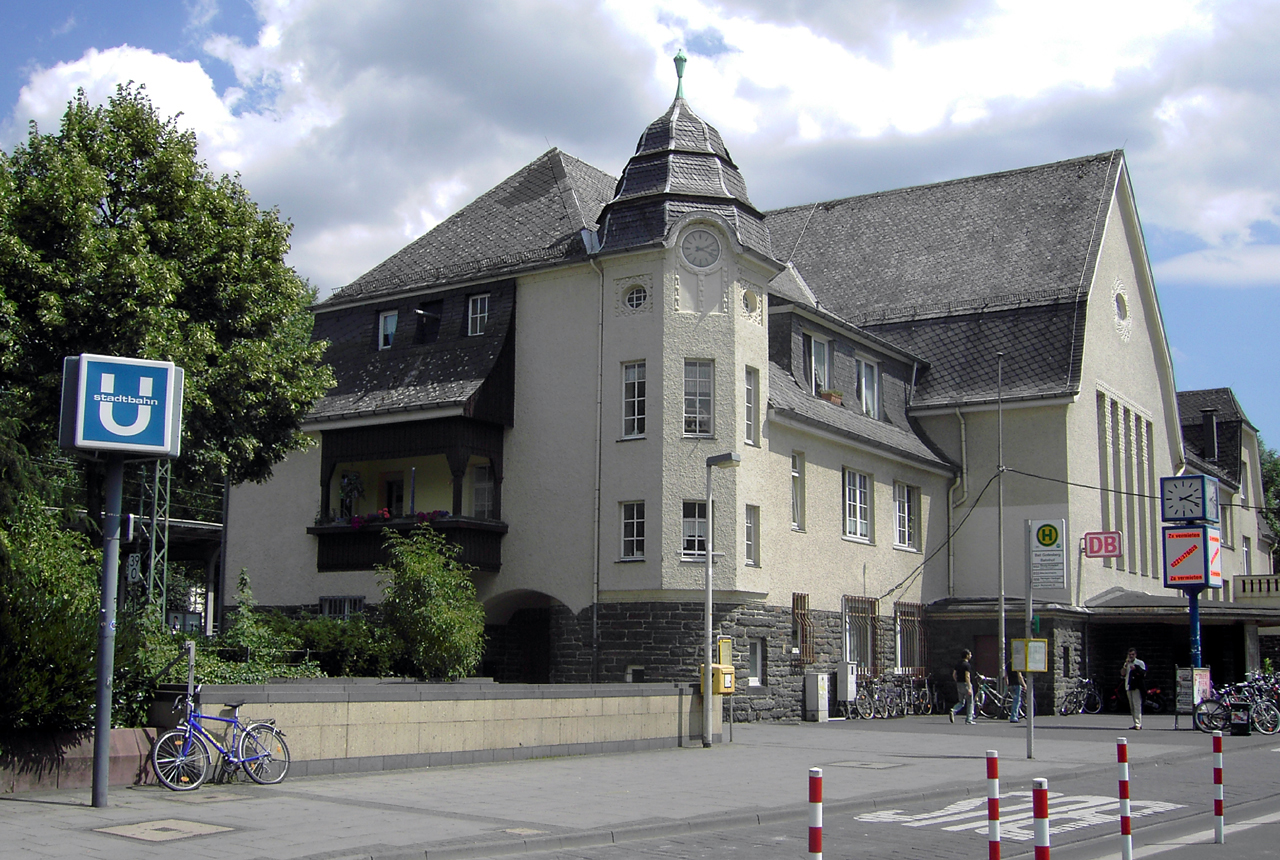
Bahnhof Bad Godesberg
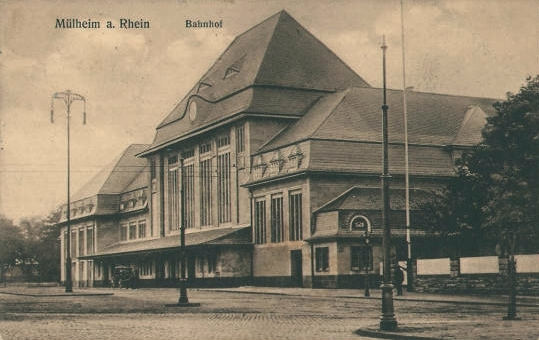
Bahnhof Köln-Mülheim
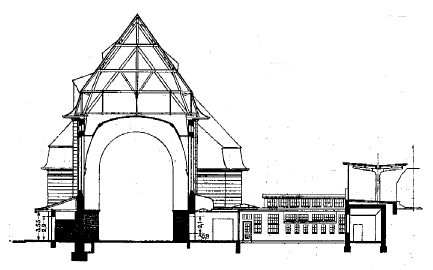
Bahnhof Köln-Mülheim, Schnitt durch die Eingangshalle
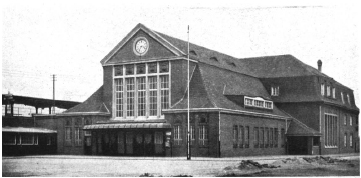
Bahnhof Kalk-Süd um 1910
Hauptbahnhof Darmstadt 1915
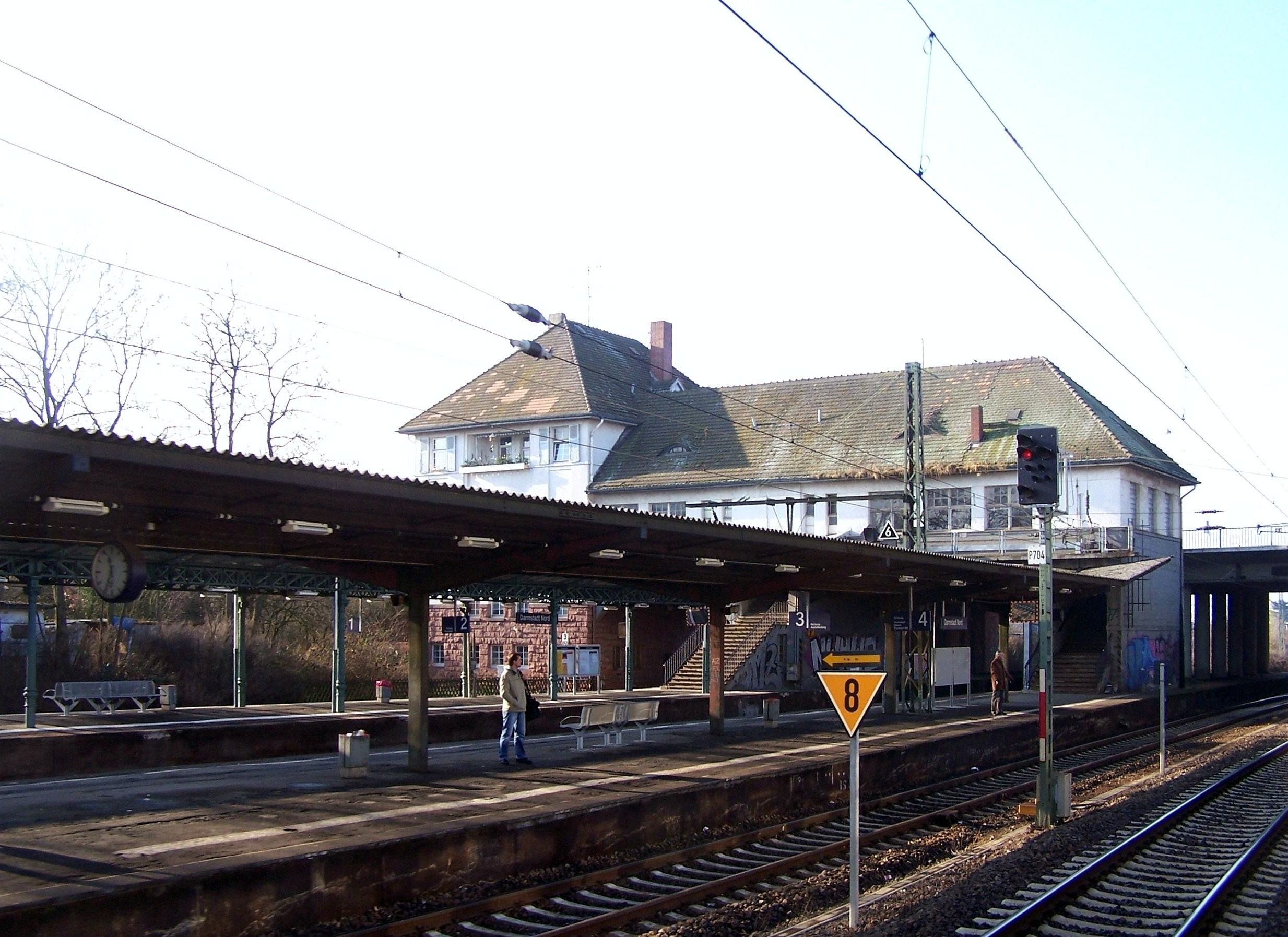
Bahnhof Darmstadt Nord
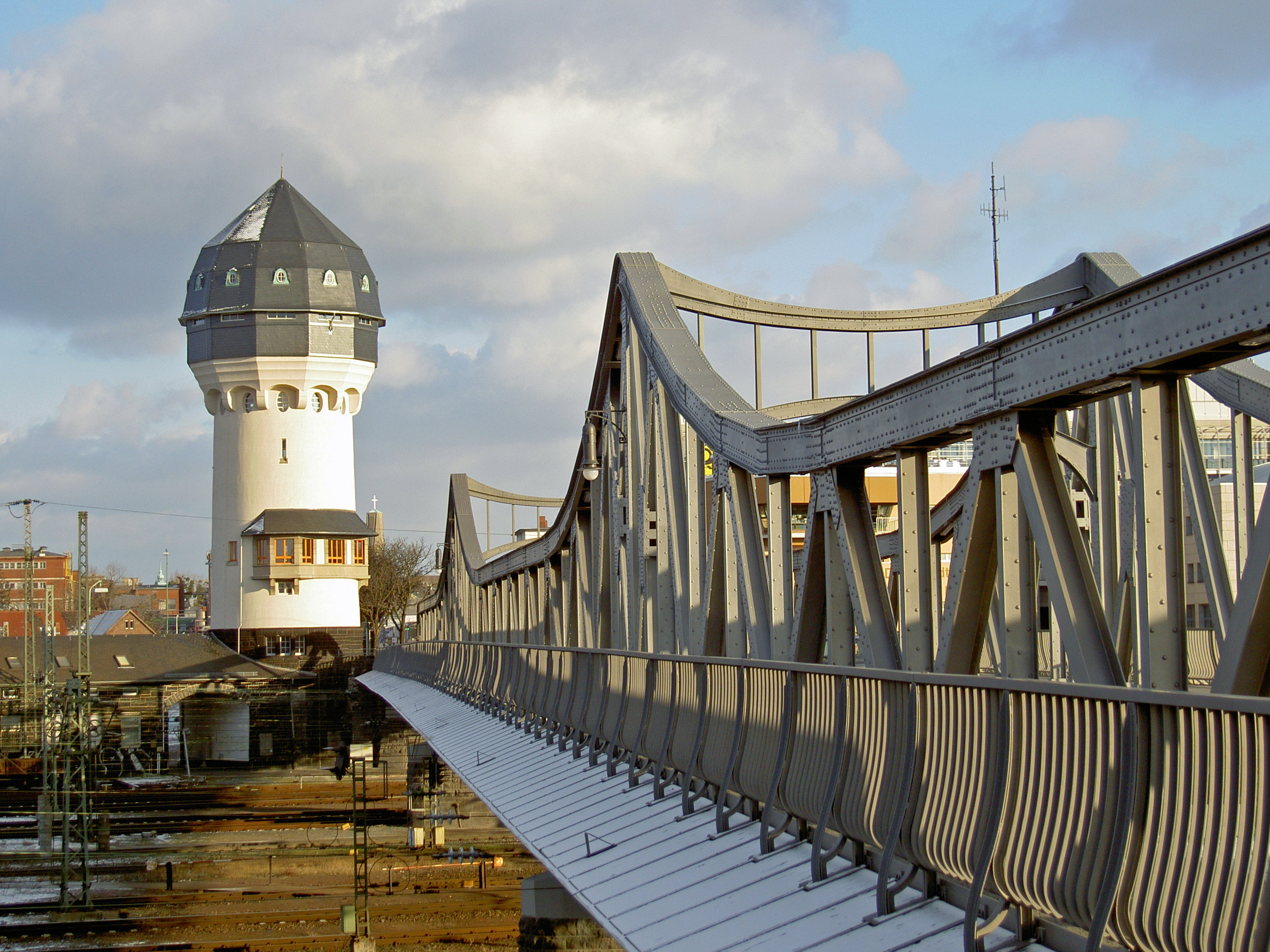
Darmstadt, Wasserturm von Westen
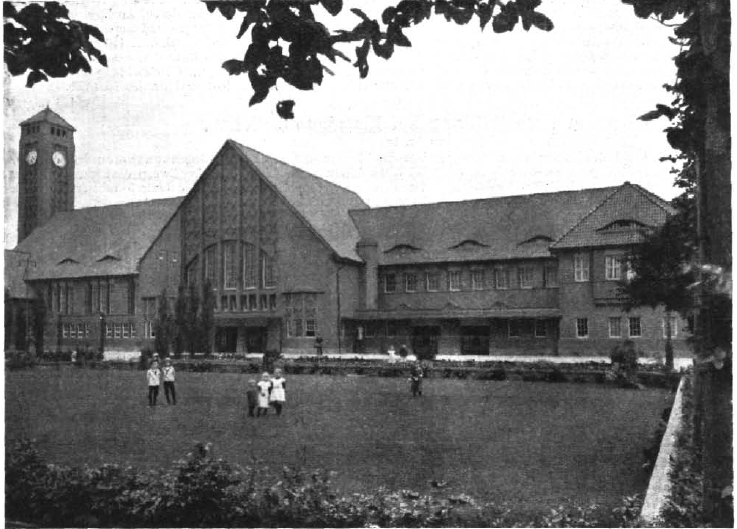
Hauptbahnhof Oldenburg
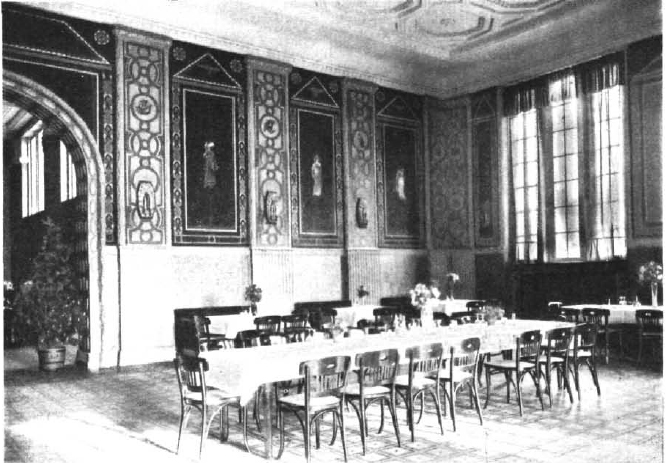
Hauptbahnhof Oldenburg: Speisesaal I. und II. Klasse
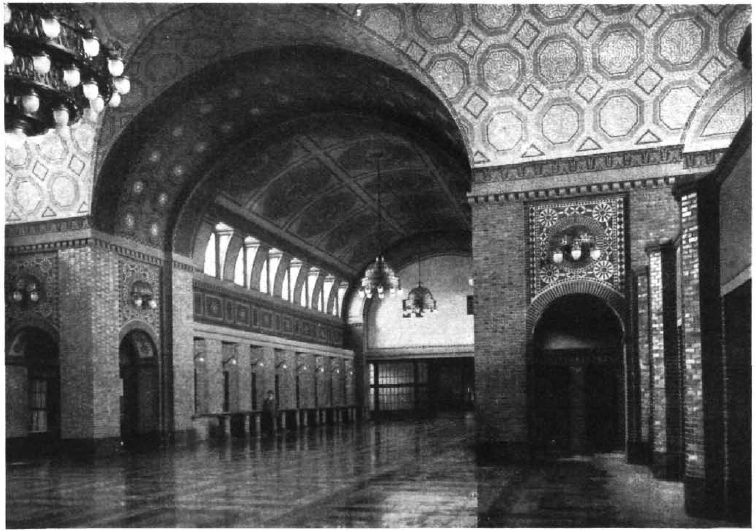
Hauptbahnhof Oldenburg: Blick in die Schalterhalle